# Echter Pfifferling
Der Echte Pfifferling, Eierschwamm oder Rehling (Cantharellus cibarius), auch Eierschwämmchen, in Österreich und Bayern Eierschwammerl und Reherl, in Franken Gelberle, in Sachsen Gelchen, in der Schweiz auch Eierschwämmli genannt, ist ein als Marktpilz gehandelter Speisepilz aus der Familie der Stoppelpilzverwandten (Hydnaceae).

## Merkmale
Die charakteristischen Merkmale des Echten Pfifferlings sind Form und Farbe von Hut und Stiel der Fruchtkörper.
Der dotter- bis goldgelbe Hut hat 2 bis 9, selten bis 15 Zentimeter im Durchmesser, hat anfangs eine halbkugelige bis gewölbte Form, die sich dann umstülpt zu einer trichterförmigen. Der Hutrand ist unregelmäßig wellig und oft auch später noch eingebogen. Die Hutunterseite ist mit vergleichsweise niedrigen und mehr oder weniger breiten, aderigen, oft gegabelten und anastomosierenden (miteinander verbundenen) Leisten bedeckt, die weit am Stiel herablaufen und allmählich daran auslaufen. Der hutfarbene Stiel ist kurz (3 bis 6, selten bis 8 Zentimeter lang), meist 1 bis 2 Zentimeter stark, oft gebogen, nach unten verjüngend und nach oben allmählich in den Hut übergehend und vollfleischig beschaffen. Das Fleisch ist knackig fest, im Stiel zäh und faserig, weißlich bis blassgelb gefärbt, schmeckt mild bis pfeffrig (daher der Wortursprung) und riecht bei frischen Exemplaren fein fruchtartig (nach Aprikosen).
Die Sporen erscheinen massenhaft als blassgelbes Sporenpulver, messen 8 bis 10 auf 4,5 bis 5,5 Mikrometer und sind ellipsoid geformt. Sie zeigen mit Iodreagenzien keine Farbreaktion (inamyloid).

## Ökologie und Phänologie

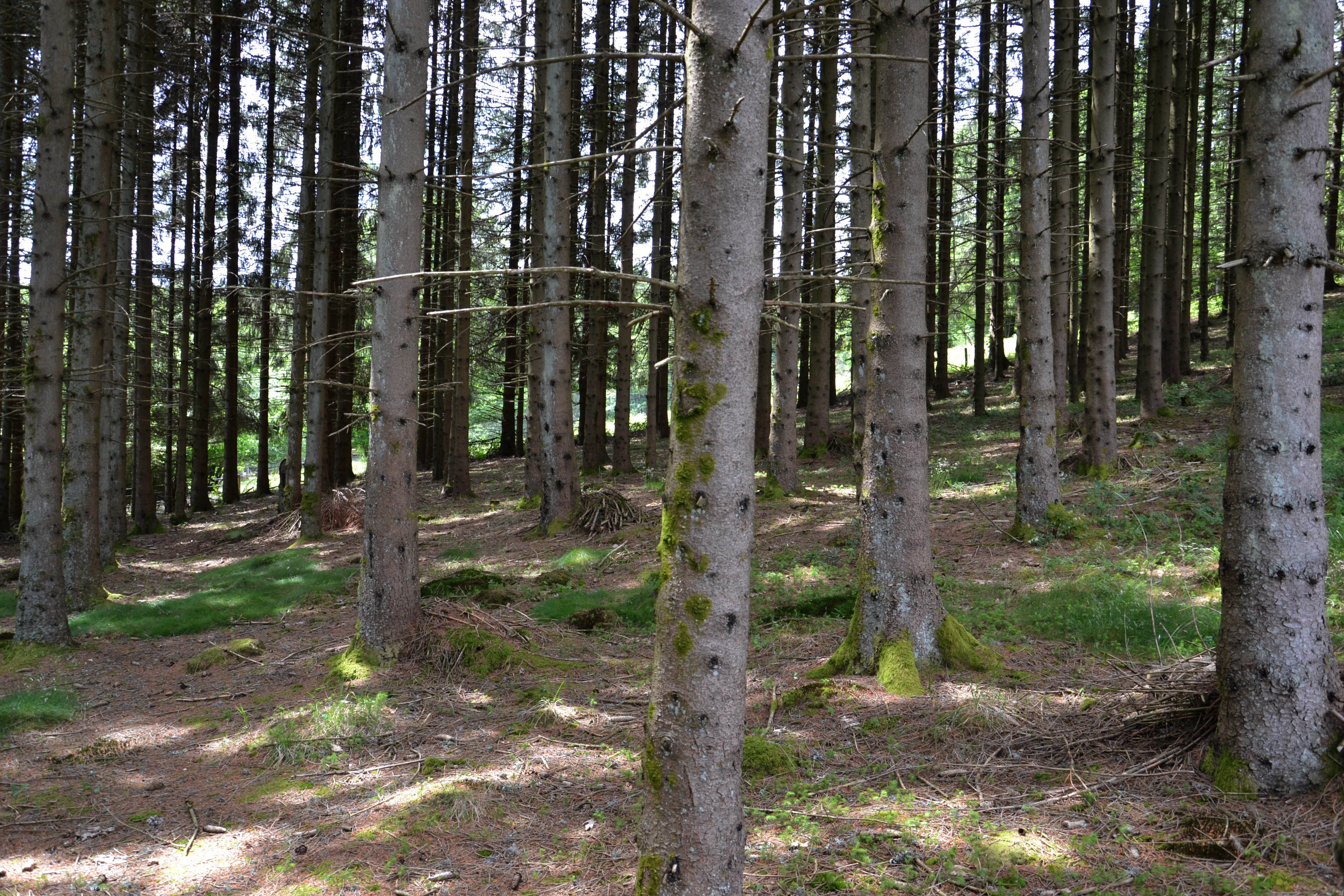
Potenzieller Pfifferlingsstandort im bodensauren Fichtenwald mit spärlichem Pflanzenbewuchs

Der Echte Pfifferling ist ein Mykorrhizapilz, der mit diversen Nadel- und Laubbäumen Symbiosen eingeht. In Mitteleuropa ist der bevorzugte Baumpartner die Gemeine Fichte, gefolgt von der Rotbuche. Außerdem kann der Pilz mit Eichen, Kiefern und Tannen, selten auch einmal mit Linden vergesellschaftet sein. Der Echte Pfifferling besiedelt diverse Waldtypen auf mäßig trockenen, basen- und nährstoffarmen Böden. In Kalkgebieten werden nur oberflächlich versauerte Böden besiedelt. Er wächst oft sehr „gesellig“ in Jungpflanzungen und an mehr oder weniger offenen, nur schütter von Gräsern, Stauden und Moosen bewachsenen Stellen.
Die Fruchtkörper des Echten Pfifferlings erscheinen in Mitteleuropa für gewöhnlich von Juni bis November, vereinzelt auch zuvor bzw. später im Jahr.

## Verbreitung

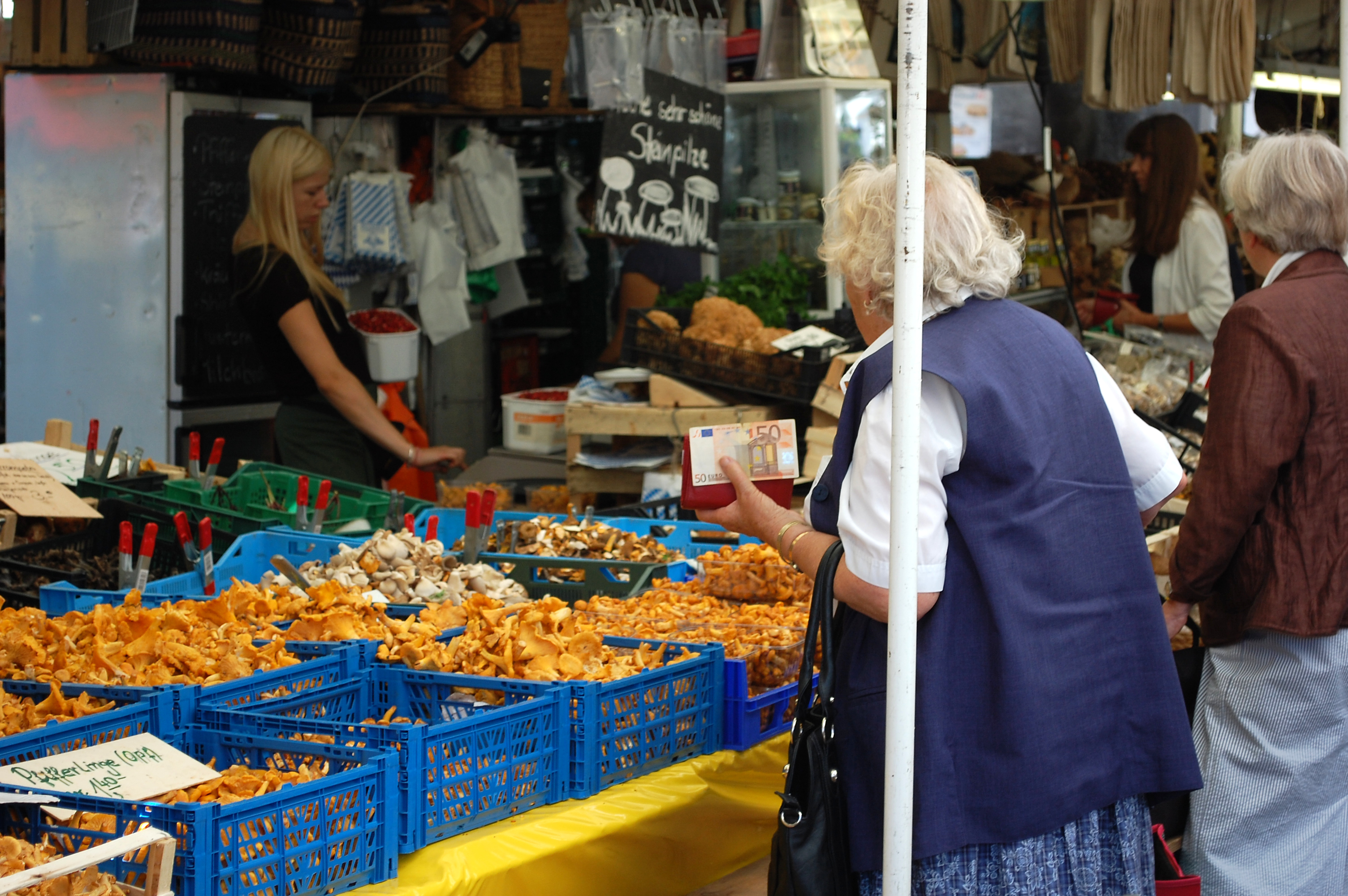
Echte Pfifferlinge (C. cibarius) auf dem Münchner Viktualienmarkt

Der Echte Pfifferling kommt in Australien, Südamerika, Nordasien, Nordamerika und Europa vor.

### Bestandsentwicklung und Gefährdung
Alle Pfifferlingsarten stehen in Deutschland unter Naturschutz, sie sind nach der Bundesartenschutzverordnung in Anlage 1 als „besonders geschützt“ aufgeführt. Sie dürfen in geringen Mengen zum Eigenbedarf gesammelt werden.
Der Echte Pfifferling ist ein recht häufiger Pilz. Zu den Gefährdungsfaktoren zählen langjähriger Niederschlagsmangel, Grundwasserabsenkungen, forstliche Eingriffe und Bodenverdichtung durch Forstmaschinen und viel betretene Waldgebiete. Für Baden-Württemberg wird der Pfifferling in die Gefährdungsgruppe G 3 (derzeit noch häufig, aber erhebliche Rückgangstendenz) eingeordnet.
Auch in Österreich ist die Art „gefährdet“ und deshalb in allen Bundesländern geschützt. Laut Forstgesetz dürfen Pilze nur von Privatpersonen bis zu einer Maximalmenge von zwei Kilogramm geerntet werden. In Tirol, Salzburg und Kärnten gelten weitere Einschränkungen.

## Bedeutung

### Speisewert

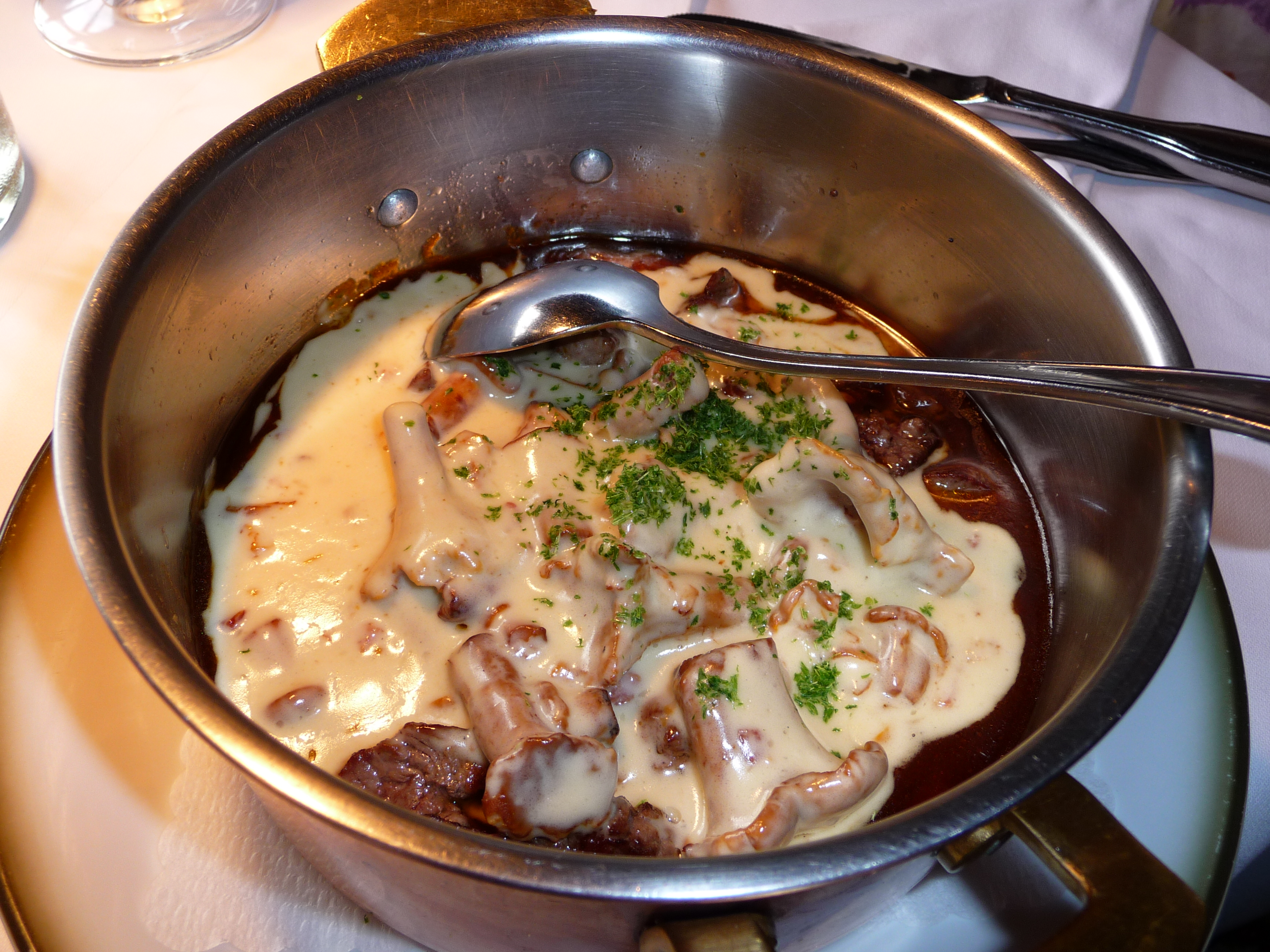
Beispiel für die Zubereitung: Kalbsgeschnetzeltes mit frischen Pfifferlingen in Rahmsoße

Der Echte Pfifferling ist bereits seit dem Altertum ein beliebter Speisepilz und wird in großen Mengen gehandelt. In Deutschland angebotene Pfifferlinge kommen meist aus ostmitteleuropäischen, baltischen und osteuropäischen Ländern, doch auch aus dem Atlasgebirge.
Pfifferlinge enthalten pro 100 Gramm rund 6,9 g Kohlenhydrate (davon 1,2 g Zucker), 3,8 g Ballaststoffe, 0,5 g Fett und 1,5 g Eiweiß. Der Nährwert liegt bei 134 kJ (32 kcal).

### Redewendungen
Mit: „Das ist (mir) keinen Pfifferling wert!“ drückt man umgangssprachlich eine geringe Wertschätzung gegenüber einer Sache oder einer Person aus. Ob es einen Zusammenhang mit dem Pilz gibt, ist umstritten. Die Vermutung, dass die Redewendung auf das (über-)reichliche Angebot dieses Pilzes zurückzuführen ist, liegt zwar auf der Hand; wahrscheinlicher ist aber die Herkunft aus dem süddeutschen Dialekt, wo ein Fünf-Pfennig-Stück Fünferling, Fünferle oder Pfifferle heißt.  Es gibt auch einige ähnliche, ebenfalls auf kleine Geldstücke bezogene Redewendungen wie „Das ist keinen Pfennig wert!“
„So ein falscher Pfifferling!“ (in der Regel: eine Person zwielichtigen Charakters) dürfte aus der Verwechselbarkeit mit ebendiesem entstanden sein.

### Briefmarken

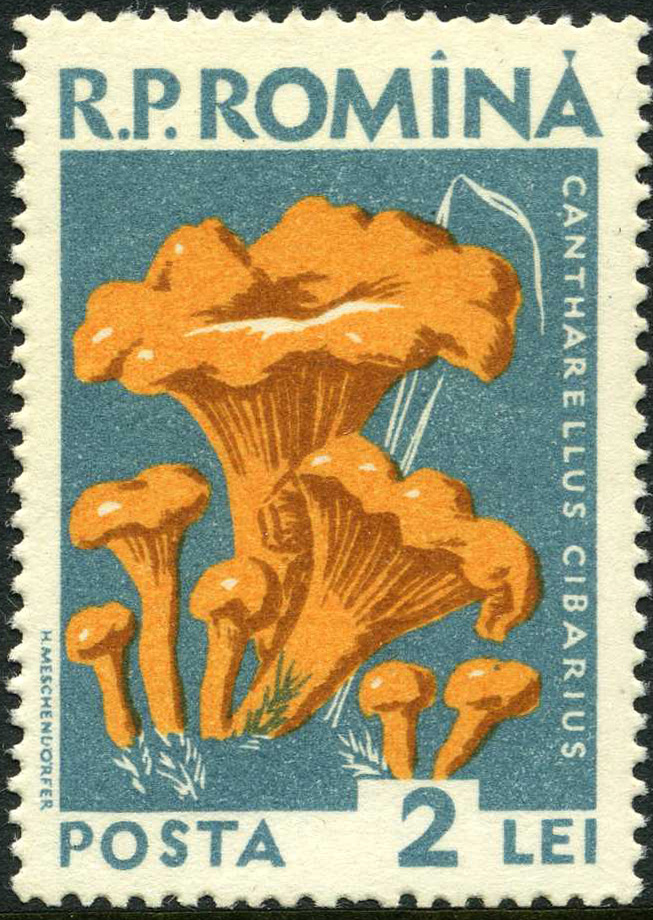
Briefmarke aus Rumänien (1958)
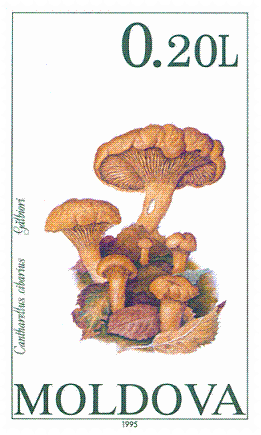
Briefmarke aus Moldawien (1995)
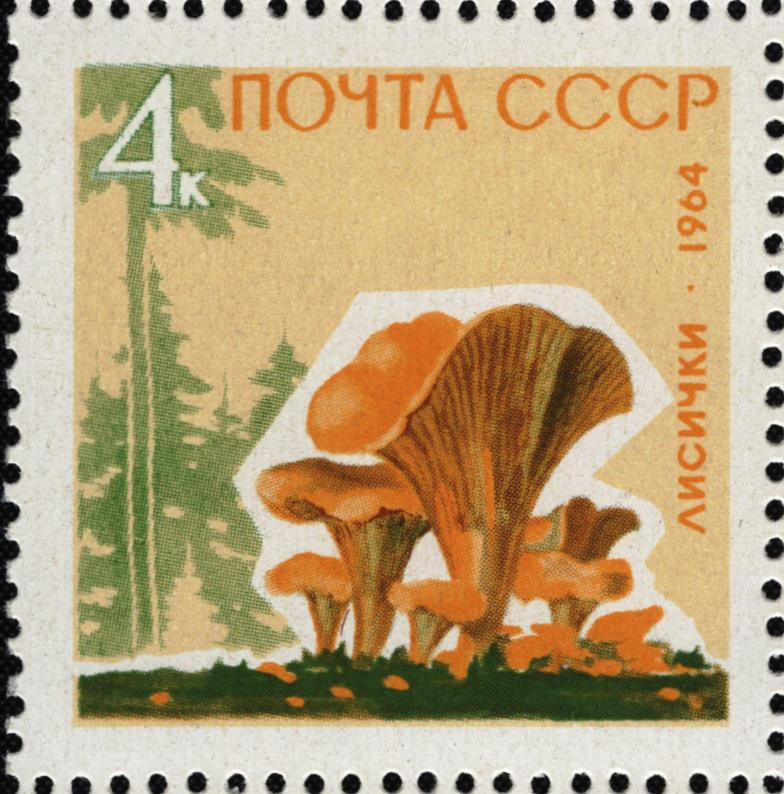
Briefmarke aus der Sowjetunion (1964)

## Variabilität
Der Echte Pfifferling variiert stark, Corner (1966) führt weltweit bis zu 18 verschiedene Varietäten. Krieglsteiner (2000) hat lediglich zwei Varietäten taxonomischen Rang zugestanden, die inzwischen Artniveau haben: Violettschuppiger Pfifferling (Cantharellus amethysteus) und Blasser Pfifferling (Cantharellus pallens). Dagegen erkennen Eyssartier & Buyck (2000) neben der Typusvarietät sieben Taxa an:
| Deutscher Name              | Wissenschaftlicher Name                | Autorenzitat                            |
| --------------------------- | -------------------------------------- | --------------------------------------- |
| Blassleisten-Pfifferling    | Cantharellus cibarius var. albidus     | Maire 1937                              |
| Atlantischer Pfifferling    | Cantharellus cibarius var. atlanticus  | Romagnesi 1995                          |
| Zweifarbiger Pfifferling    | Cantharellus cibarius var. bicolor     | Maire 1937                              |
| Fleischrosa Pfifferling     | Cantharellus cibarius var. carneoalbus | (R. Heim 1960) Corner 1966              |
| Hasel-Pfifferling           | Cantharellus cibarius var. flavipes    | R. Heim 1960 ex Eyssartier & Buyck 2000 |
| Braunschuppiger Pfifferling | Cantharellus cibarius var. squamulosus | (A. Blytt 1905) Eyssartier & Buyck 2000 |
| Rostbrauner Pfifferling     | Cantharellus cibarius var. umbrinus    | R. Heim 1960 ex Eyssartier & Buyck 2000 |

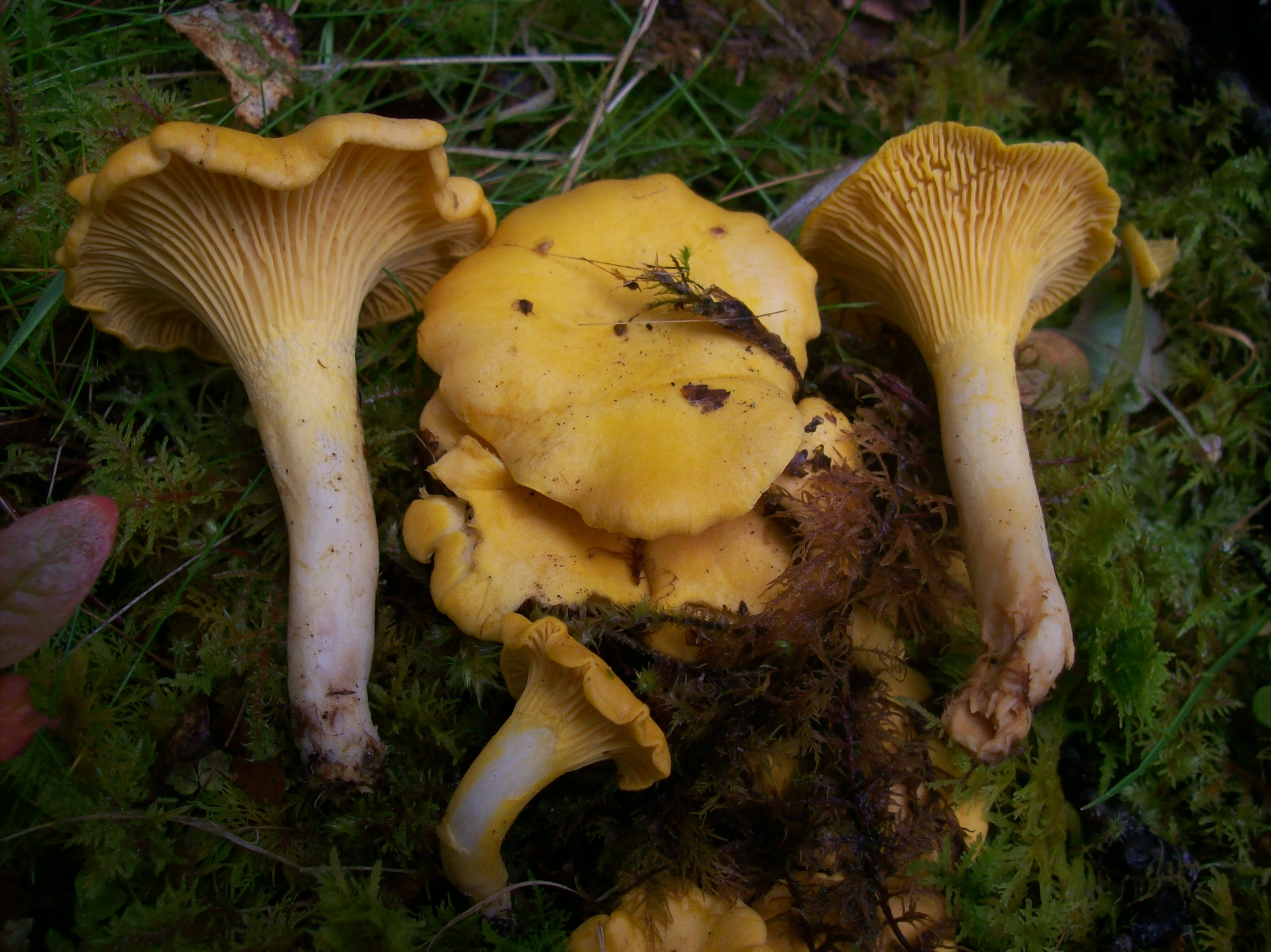
Typische Exemplare des Echten Pfifferlings.

Anhand neuerer genetischer Untersuchungen wurden einige dieser Varietäten wieder revidiert oder zu anderen Arten zugehörig erklärt: Beispielsweise var. squamulosus und var. umbrinus zum Violettschuppigen Pfifferling (Cantharellus amethysteus), var. albidus und var. bicolor zum Blassen Pfifferling (Cantharellus pallens) und var. flavipes zu Cantharellus ferruginascens.

## Artabgrenzung

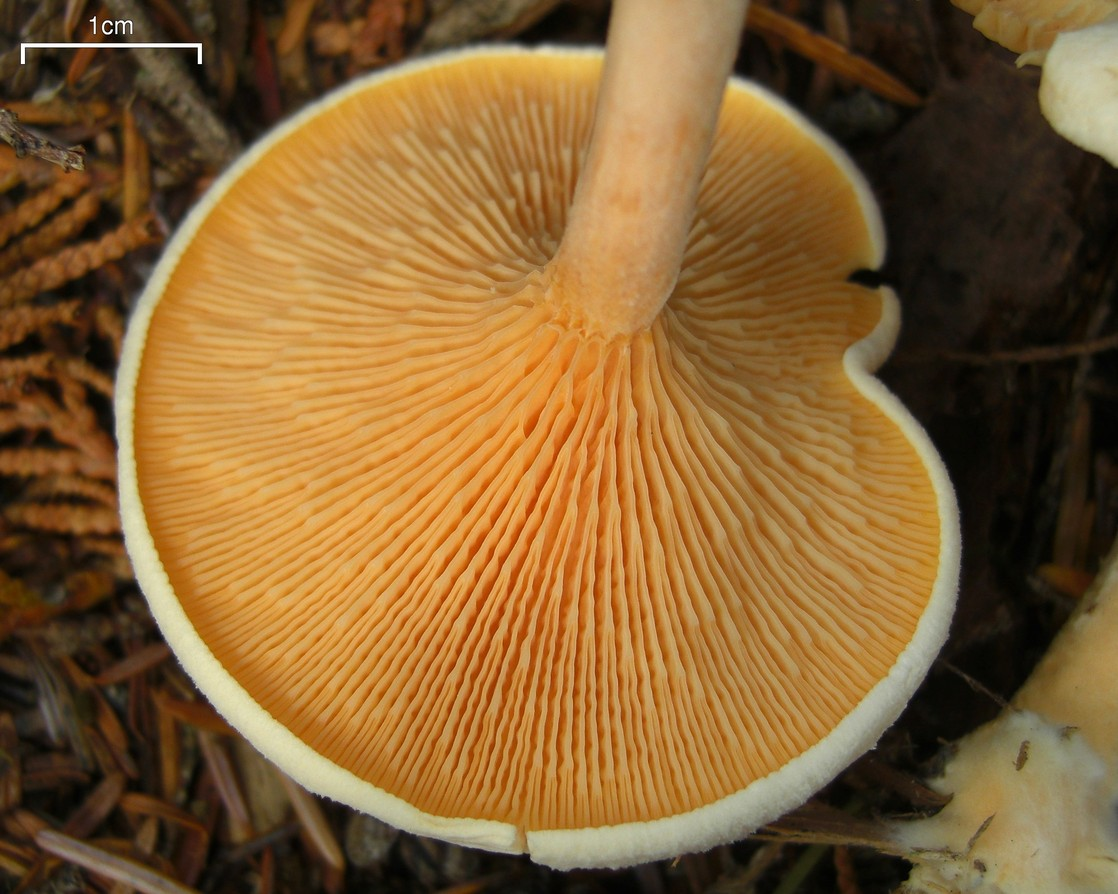
Der Falsche Pfifferling (Hygrophoropsis aurantiaca) hat Lamellen anstatt von Leisten.

### Falscher Pfifferling
Der klassische Doppelgänger des Pfifferlings ist der Falsche Pfifferling (Hygrophoropsis aurantiaca). Trotz seines Namens steht die Art in der Ordnung der Dickröhrlingsartigen und damit verwandtschaftlich weit entfernt. Sie unterscheidet sich in einigen Merkmalen vom Echten Pfifferling: Im Gegensatz zu den aderigen Leisten des Pfifferlings, die etwa ebenso dick sind wie hoch, hat der Falsche Pfifferling Lamellen. Während Leisten eigentlich hervorstehende Runzeln in der zusammenhängenden Fruchtschicht sind, stehen Lamellen einzeln; sie gleichen dünnen Buchseiten.
Der Geruch des Falschen Pfifferlings ist unauffällig pilzig, nicht angenehm fruchtig wie der des Echten Pfifferlings. Außerdem hat der Falsche Pfifferling weiches, biegsames Fleisch und nicht knackig festes wie der Echte. In typischer Ausprägung unterscheiden sich die beiden Arten auch farblich: Der Falsche Pfifferling ist intensiver orange gefärbt, der Echte gelb, ohne Orangetöne. Allerdings können bei beiden Arten hellere Farbformen auftreten.

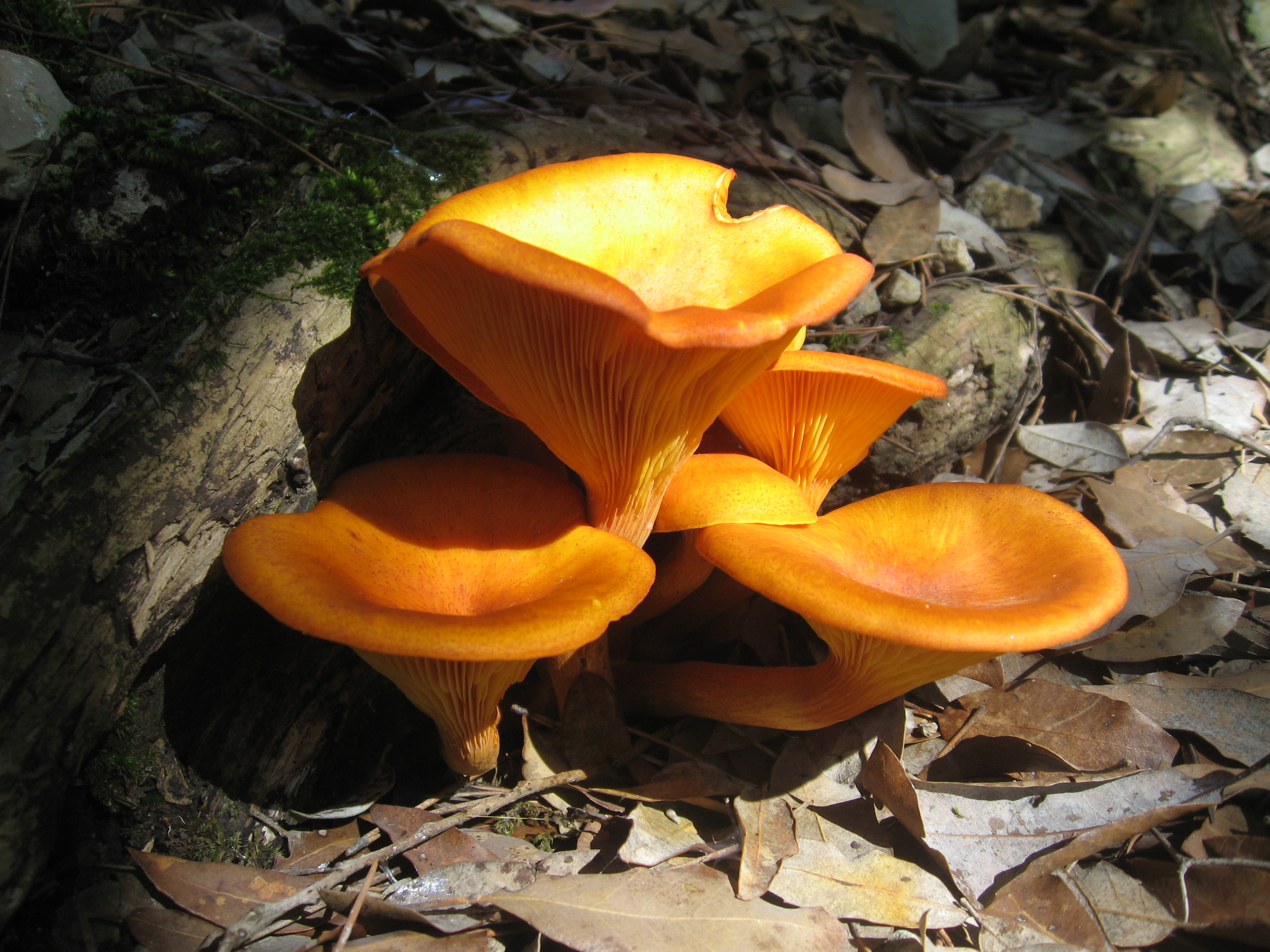
Der Leuchtende Ölbaumpilz wächst büschelig an Holz.

### Ölbaumpilze und Schleierlinge
Gefährlich wäre eine Verwechslung mit dem giftigen Leuchtenden Ölbaumpilz (Omphalotus illudens). Er ist wärmeliebend und in Deutschland sehr selten. Der Leuchtende Ölbaumpilz hat ebenfalls Lamellen statt Leisten, außerdem ist er langstieliger und wächst büschelig an Laubholz. Er ist mehr orange gefärbt und leuchtet schwach im Dunklen.
Eine Verwechslung mit Schleierlingen wie dem Spitzgebuckelten Raukopf (Cortinarius rubellus) wäre lebensgefährlich. Der rostbraune Lamellenpilz unterscheidet sich aber so deutlich in Farbe, Form und Geruch, dass nur ganz junge, noch geschlossene Exemplare von unaufmerksamen Sammlern verwechselt werden könnten.

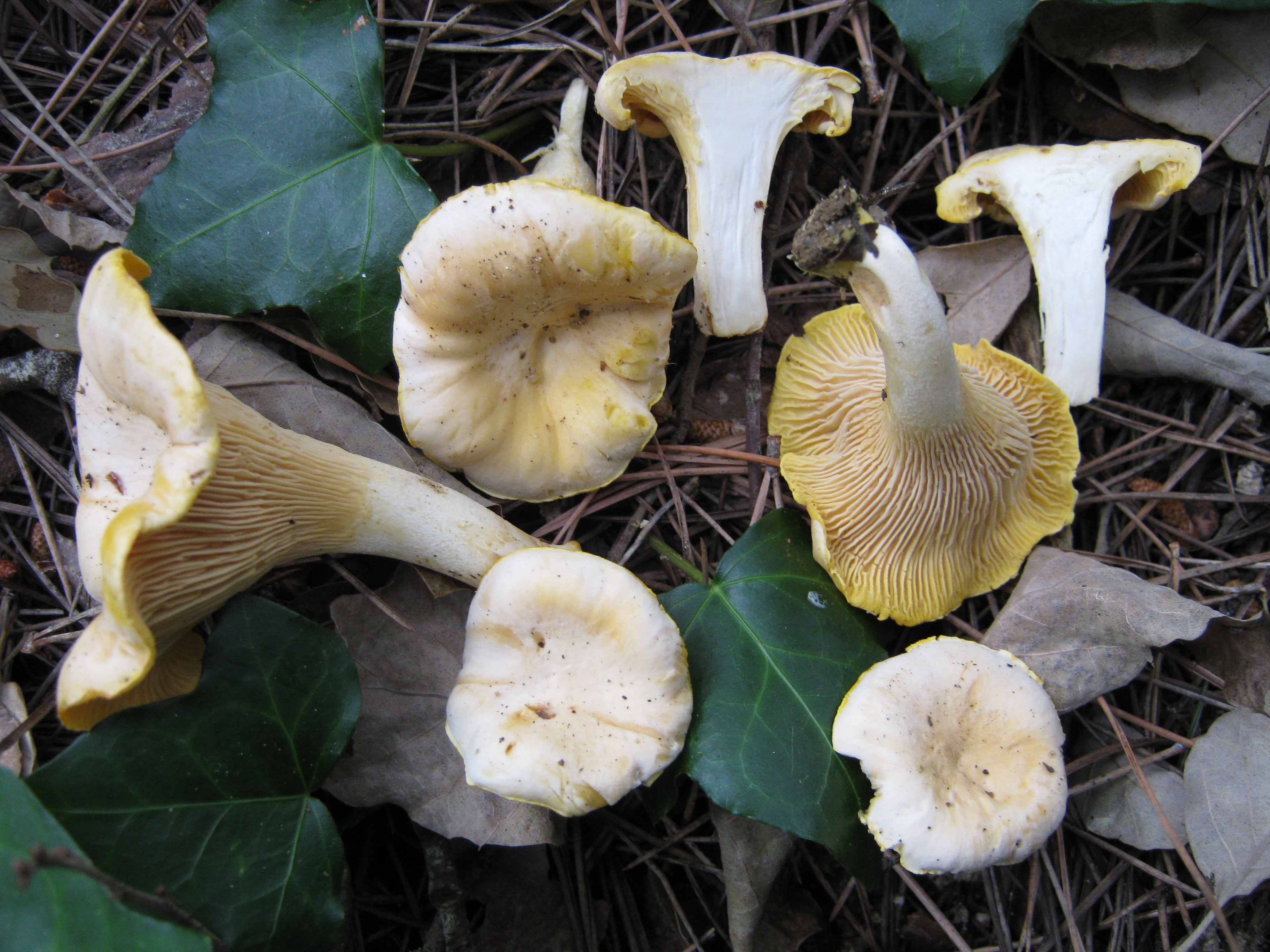
Blasser Pfifferling (Cantharellus pallens).

### Andere Pfifferlinge
Die Unterscheidung zu anderen Arten der Gattung kann schwieriger sein, jedoch sind diese alle wie der Echte Pfifferling ebenfalls essbar.
Der Samtige Pfifferling (Cantharellus friesii) ist kleiner, zierlicher und intensiver orange gefärbt. Die folgenden Arten ähneln in Größe und Habitus dem Echten Pfifferling, verfärben sich aber bei Verletzung oft rotbräunlich, während der Echte Pfifferling unveränderliches Fleisch hat. Der Blasse Pfifferling (Cantharellus pallens) hat außerdem einen deutlich blasseren Hut mit weißlicher Bereifung und wächst nur bei Laubbäumen. Der Violettschuppige Pfifferling (Cantharellus amethysteus) hat einen violettlichen Überzug in der Hutmitte, der zu kleinen Schüppchen aufbricht. Der Olivgelbe Rostfleck-Pfifferling (Cantharellus ferruginascens) kommt ebenfalls nur bei Laubbäumen vor und unterscheidet sich durch zumindest am Hutrand weißliche Leisten, rostrot fleckendes Fleisch und eine mehr kühl zitronengelbe Hutfarbe.